# Kolostorok Magyarországon
A szerzeteseknek nevezett, a világtól elvonuló emberek közösségei zárt épületekben, azaz kolostorokban éltek és élnek (a 19. századtól kezdték lakóhelyüket rendházaknak is nevezni).
A középkorban a latin eredetű monostor megjelölés mellett a szinten latin eredetű klastrom szóval jelölték a szerzetesi épületeket. A kolostor szót a nyelvújítás korában alkották (1784). Aki szerzetesi fogadalmat tett, annak három fő dolgot kellett betartania: a szüzességet (azaz tartózkodást a nemi élettől), a szegénységet (a szerzetesnek nem lehet magánvagyona) és az engedelmességet (vagyis engedelmességet elöljárói iránt). A kolostorból a szerzetesek csak elöljáróik engedélyével léphettek ki. A kolostort világiak nem látogathatták (kivéve a templomot). A szerzetesség legősibb változata a remeteség, azaz a világtól való teljes elvonulás, a magányos imádkozás, böjtölés, önsanyargatás.
Az első szerzetesek délkeletről, az ortodox világból érkeztek hozzánk, s a 10. században megépítették első kolostoraikat Dél-Magyarországon. Az első nyugati (katolikus) szerzetesek német és olasz földről jöttek.
Az itáliai alapítójukról Szent Benedek-rendinek nevezett szerzetesek honosították be a középkori kolostoroknak azt a formáját, amelyet aztán (kisebb-nagyobb módosításokkal) csaknem valamennyi szerzetesrend átvett tőlük a századok folyamán: a kolostor uralkodó épülete mindig a keletre néző szentélyű templom, ehhez épült hozzá egy négyszögű épülettömb, amelynek belső oldalán folyosó futott körbe (a kerengő), amelyben körbe-körbe sétálhattak, imádkozhattak, elmélkedhettek a szerzetesek. A folyosóról nyíltak a szerzetesek szobái, a nagyterem, az étkezőhely, a könyvtár stb. Az udvar közepén állt a kút, körülötte virágoskertet alakítottak ki. Volt külön olyan kert is, ahol a különleges gyógyító növényeket termesztették. A kolostorokat magas (olykor erődített) fal vette körül. A kolostorok fenntartásához nélkülözhetetlenek voltak a jelentős kiterjedésű földbirtokok, amelyek általában valóságos mintagazdaságoknak számítottak. Tapasztalataikat, tudásukat a világi nagybirtokokon is hasznosították.

## Napirend
A középkori szerzetesi napirend szerint reggel 5 órakor volt az első szertartás, majd 7 órakor a nagymise, ebéd után, aztán délután újabb templomi szertartás következett. A vacsora utáni ájtatosságot követően nyáron este 6, télen 5 óra tájban tértek nyugovóra. Éjfélkor (vagy előtte egy órával) is tartottak misét.
A templomi szertartások mellett a napot a szentek, mártírok életének és a regulának (a rend szabályzatának) fölolvasása és magyarázata, a gyónás, a napi teendők megbeszélése töltötte ki a nap nagy részét.

## Alapítók, rendek
Első kolostorainkat királyaink alapították, majd a 12-13. századtól egyre több előkelő család is alapított kolostort.
A szerzetességet megújító, Magyarországon  a 12. századtól megtelepedő francia eredetű ciszterci szerzetesek életét az egyszerűség és szigorúság jellemezte. A bencésektől eltérően nem hegycsúcsokra építették kolostoraikat, hanem általában csendes, eldugott völgyekbe. Elhagyták templomaik mellől a bencés kolostorokra jellemző monumentális tornyokat. Kerülték a látványos faragott vagy festett díszeket is. A szellemi tevékenység mellett fontosnak tartották a földeken vagy a műhelyekben végzett kétkezi munkát is. Minden templomukat Szűz Máriának szentelték. A másik új rend, a szintén francia földön sarjadt  premontreiek közösségei a bencésektől és a ciszterektől eltérően nem vonultak el a világi élet zajától, hanem igehirdetéssel, prédikálással is foglalkoztak.
A 13. század elejének szerzetesi reformmozgalmaiból nőtt ki az olasz földön alapított ferences rend, ill. a spanyol eredetű Domonkos-rend. Mindkettő szentéletű alapítójáról kapta a nevét. Közös jellemzőjük, hogy földbirtokkal nem rendelkeztek, hanem a hívek adományaiból tartották fönn magukat. Ezért „koldulórendnek” nevezték őket. A domonkosok különösen fontosnak tartották a szellemi munkát, a tudományos képzést. E két rend kolostorait a városokban építette föl. Szerénységüket jellemezte, hogy templomaik tornya nem a homlokzaton, hanem a szentély mellett magasodott. A közös hálótermek helyett minden szerzetes számára külön hálófülke (cella) épült. Nagyon népszerűvé váltak, jóval több kolostoruk épült, mint az összes korábbi rendnek együttvéve.
Nem feledkezhetünk meg az úgynevezett remete rendekről sem, amelyek kolostorait a lakott területektől távol építették föl: a karthauziak mellett igazán népszerű lett a magyar alapítású pálos rend (főkolostora a mai főváros északnyugati területén, Budaszentlőrincen állt).
A 16-17. században alapított rendek közül a jezsuiták, valamint a tanító rendként népszerűvé váló piaristák (kegyesrendiek) váltak különösen népszerűvé magyar földön.

## A kolostorok további története napjainkig
A reformáció és a két évszázadon keresztül tartó török-magyar háború következtében középkori kolostoraink legnagyobb része elnéptelenedett, sokat leromboltak. Azok a kolostorok, amelyek városokban álltak, többnyire megújítva újjáépültek, újjáéledt bennük a szerzetesi élet is (pl. Szécsény, Jászberény, Szeged, Sátoraljaújhely). Kisebb települések esetében a kolostorok temploma (helyreállítva, átépítve) plébániatemplom lett, a szükségtelenné vált kolostorok köveit azonban széthordták (pl. Lébény, Ják, Ócsa). Más kolostorokat (s ezek jelentik a többséget) pusztulni hagytak (ilyen Vértesszentkereszt, Zsámbék, a margitszigeti, veszprémi kolostorok, Gönc, Pusztaszer, stb.).
A 18. század elejétől a látványos megújulást derékba törte II. József rendelete, amely a tanító ill. betegápoló tevékenységgel foglalkozó rendeket kivéve megszüntette, fölszámolta szinte az összes kolostort. A vallás és a művelődés szempontjából mindez mérhetetlen károkat okozott.
A 19. század elejétől ismét megújult a szerzetesi mozgalom. Egész sor új rend alakult. Szerzeteseink meghatározó szerepet játszottak a lelki gondozás mellett a szociális munkában, a tanítás terén, az apácák pedig mind az egészségügyben, mind az oktatásban, mint a karitatív tevékenységben.
A következő, minden addiginál nagyobb törést a szerzetesrendek erőszakos megszüntetése jelentette 1950-ben, amivel együtt járt egész sor szerzetes és pap ellen a koholt vádak alapján indított perek, a halálos ítéletek és a sokéves börtönbüntetés. A bencéseknek Pannonhalmán és Győrben maradt meg kolostoruk és középiskolájuk, a piaristák Budapesten és Kecskeméten, a ferencesek Esztergomban és Szentendrén őrizték meg középiskolájukat és kolostorukat. Rajtuk kívül a katolikus szellemű leánynevelés egyetlen megmaradt intézményét a szegény iskolanővérek tarthatták fönn.
1990-től újjáalakult egész sor szerzetesrend, visszakapott épületeikben megújultak a kolostorok, sorra nyíltak meg az egyházi iskolák, a betegápolásban és a szegények meg az öregek gondozásába ismét bekapcsolódtak az apácák, de a hat évtizeddel ezelőtti szintnek és létszámnak csak a töredéke, ami megújult. 2000-ben 63 női és 24 férfi keresztény szerzetesrend és társulás működött Magyarországon.
Szerzeteseink egy évezred óta sokat tettek és tesznek a magyar földért, az itt élők boldogulásáért. Munkálkodásuk ma is fontos és nélkülözhetetlen, függetlenül attól, hogy tevékenységüket hívőként vagy nem hívőként szemléljük.

## Lista
| Település                                | Védőszent                                            | Alapítása                      | Szerzetesrend         | Kép | Vármegye                        |
| ---------------------------------------- | ---------------------------------------------------- | ------------------------------ | --------------------- | --- | ------------------------------- |
| Veszprém (Veszprémvölgy)                 | Szűz Mária                                           | 10-11. század                  | Baziliták             |     | Veszprém vármegye               |
| Visegrád                                 |                                                      | 11. század (1221-ben megszűnt) | Baziliták             |     | Pest vármegye                   |
| Máriapócs                                | Nagy Szent Vazul                                     | 1731 és 1749 között            | Baziliták             |     | Szabolcs-Szatmár-Bereg vármegye |
| Hajdúdorog                               |                                                      | 1933                           | Baziliták             |     | Hajdú-Bihar vármegye            |
| Makó                                     |                                                      | 1946                           | Baziliták             |     | Csongrád-Csanád vármegye        |
| Kispest                                  |                                                      | 1948                           | Baziliták             |     | Budapest                        |
| Dunapentele (ma Dunaújváros)             | Szent Pantaleon                                      | 12. század                     | Beginák vagy Bencések |     | Fejér vármegye                  |
| Pannonhalmai Főapátság (Pannonhalmán)    | Tours-i Szent Márton                                 | 996                            | Bencések              |     | Győr-Moson-Sopron vármegye      |
| Szent Mauríciusz Monostor (Bakonybélben) | Szent Mór                                            | 11. század                     | Bencések              |     | Veszprém vármegye               |
| Zalavár                                  | Nikomédiai Szent Adorján                             | 1019                           | Bencések              |     | Zala vármegye                   |
| Pécsváradi kolostor (Pécsváradon)        | Szűz Mária és Nursiai Benedek                        | 1009                           | Bencések              |     | Baranya vármegye                |
| Tihanyi apátság (Tihanyban)              | Szent Ányos                                          | 1055                           | Bencések              |     | Veszprém vármegye               |
| Szekszárdi apátság (Szekszárdon)         | Üdvözítő                                             | 1061 (1526-ban megszűnt)       | Bencések              |     | Tolna vármegye                  |
| Mogyoród                                 | Szent György                                         | 11. század                     | Bencések              |     | Pest vármegye                   |
| Szent Egyed apátság (Somogyvár)          | Szentháromság, Szent Péter és Szent Pál, Szent Egyed | 1091                           | Bencések              |     | Somogy vármegye                 |
| Báta                                     | Mihály arkangyal                                     | 1093                           | Bencések              |     | Tolna vármegye                  |
| Etyek                                    |                                                      | 1758                           | Nazarénusok           |     | Fejér vármegye                  |
| Bátaszék                                 | Szűz Mária                                           | 1142                           | Ciszterciek           |     | Baranya vármegye                |
| Vésztő                                   | Mindenszentek                                        | 11-12th century                | Bencések              |     | Békés vármegye                  |
| Celldömölk                               |                                                      |                                | Bencések              |     | Vas vármegye                    |
| Szeged (Kiskundoroszsma)                 |                                                      |                                | Bencések              |     | Csongrád-Csanád vármegye        |
|                                          | Szűz Mária                                           | 1240 (1440-ig)                 | Ciszterciek           |     | Veszprém vármegye               |
| Nagyesztergár                            | Egek Királynéja                                      | 1945                           | Ciszterciek           |     | Veszprém vármegye               |
| Andocs (Toldi-puszta)                    | Szűz Mária                                           | 1949                           | Ciszterciek           |     | Somogy vármegye                 |
| Monostorapáti (Almád)                    | Szűz Mária                                           |                                | Bencések              |     | Veszprém vármegye               |
| Boldva                                   | Keresztelő János                                     | 1175 és 1180 között            | Bencések              |     | Borsod-Abaúj-Zemplén vármegye   |
| Feldebrő                                 | Szent Kereszt                                        |                                | Bencések              |     | Heves vármegye                  |
| Esztergom                                | Szűz Mária                                           |                                | Bencések              |     | Komárom-Esztergom vármegye      |
| Ják                                      | Szent György                                         |                                | Bencések              |     | Komárom-Esztergom vármegye      |
| Budapest (Kána)                          |                                                      | 13-14th century                | Bencések              |     | Budapest                        |
| Lébény                                   | Idősebb Jakab apostol                                |                                | Bencések              |     | Győr-Moson-Sopron vármegye      |
| Pásztó                                   | Szűz Mária                                           |                                | Ciszterciek           |     | Nógrád vármegye                 |
| Ópusztaszer                              |                                                      |                                | Bencések              |     | Csongrád-Csanád vármegye        |
| Győr                                     |                                                      |                                | Bencések              |     | Győr-Moson-Sopron vármegye      |
| Oroszlány (Vértesszentkereszt)           | Szent Kereszt                                        |                                | Bencések              |     | Komárom-Esztergom vármegye      |
| Kaposszentjakabi apátság, Kaposvár       | Idősebb Jakab apostol                                |                                | Bencések              |     | Somogy vármegye                 |
| Somlóvásárhely                           | Szent Lambert                                        |                                | Bencések              |     | Veszprém vármegye               |
| Galgahévíz                               |                                                      |                                | Bencések              |     | Pest vármegye                   |
| Baracska                                 | Mindenszentek                                        |                                | Bencések              |     | Fejér vármegye                  |
| Bátmonostor                              | Szűz Mária                                           |                                | Bencések              |     | Bács-Kiskun vármegye            |
| Babócsa                                  | Szent Miklós                                         |                                | Bencések              |     | Somogy vármegye                 |
| Becske                                   |                                                      |                                | Bencések              |     | Nógrád vármegye                 |
| Beszterec                                |                                                      |                                | Bencések              |     | Szabolcs-Szatmár-Bereg vármegye |
| Polgárdi                                 |                                                      |                                | Bencések              |     | Fejér vármegye                  |
| Tiszavasvári                             |                                                      |                                | Bencések              |     | Szabolcs-Szatmár-Bereg vármegye |
| Cégénydányád                             | Szűz Mária                                           |                                | Bencések              |     | Szabolcs-Szatmár-Bereg vármegye |
| Nyírcsaholy                              |                                                      |                                | Bencések              |     | Szabolcs-Szatmár-Bereg vármegye |
| Csatár                                   | Szent Péter                                          | 12th century                   | Bencések              |     | Zala vármegye                   |
| Császló                                  |                                                      |                                | Bencések              |     | Szabolcs-Szatmár-Bereg vármegye |
| Csongrád                                 |                                                      |                                | Bencések              |     | Csongrád-Csanád vármegye        |
| Ercsi                                    | Szent Miklós                                         |                                | Bencések              |     | Fejér vármegye                  |
| Zalaapáti                                | Nikomédiai Szent Adorján                             |                                | Bencések              |     | Zala vármegye                   |
| Dunaföldvár                              | Szent Péter                                          |                                | Bencések              |     | Tolna vármegye                  |
| Gáborján                                 | Mihály arkangyal                                     |                                | Bencések              |     | Hajdú-Bihar vármegye            |
| Békéscsaba                               |                                                      |                                | Bencések              |     | Békés vármegye                  |
| Kötegyán                                 | András apostol                                       |                                | Bencések              |     | Békés vármegye                  |
| Gyula                                    |                                                      |                                | Bencések              |     | Békés vármegye                  |
| Hahót                                    | Antiokheiai Szent Margit                             |                                | Bencések              |     | Zala vármegye                   |
| Nagyhalász                               | Szűz Mária                                           |                                | Bencések              |     | Szabolcs-Szatmár-Bereg vármegye |
| Jásd                                     | Szent György                                         |                                | Bencések              |     | Veszprém vármegye               |
| Kács                                     | Szent Péter                                          |                                | Bencések              |     | Borsod-Abaúj-Zemplén vármegye   |
| Kemecse                                  |                                                      |                                | Bencések              |     | Szabolcs-Szatmár-Bereg vármegye |
| Poroszló                                 | Szent Péter és Szent Pál                             |                                | Bencések              |     | Heves vármegye                  |
| Prügy                                    |                                                      |                                | Bencések              |     | Borsod-Abaúj-Zemplén vármegye   |
| Karancsság                               |                                                      |                                | Bencések              |     | Nógrád vármegye                 |
| Sáp                                      |                                                      |                                | Bencések              |     | Hajdú-Bihar vármegye            |
| Abasár                                   | Szűz Mária                                           | 11th century                   | Bencések              |     | Heves vármegye                  |
| Nagyecsed                                | Szent Péter                                          |                                | Bencések              |     | Szabolcs-Szatmár-Bereg vármegye |
| Szabolcs                                 | Szűz Mária                                           |                                | Bencések              |     | Szabolcs-Szatmár-Bereg vármegye |
| Nógrádszakál                             |                                                      |                                | Bencések              |     | Nógrád vármegye                 |
| Tiszakeszi                               | Szűz Mária                                           |                                | Bencések              |     | Borsod-Abaúj-Zemplén vármegye   |
| Hosszúhetény                             | Szent László                                         |                                | Bencések              |     | Baranya vármegye                |
| Vokány                                   | Szentháromság                                        |                                | Bencések              |     | Baranya vármegye                |
| Szerencs                                 | Szent Péter és Szent Pál                             |                                | Bencések              |     | Borsod-Abaúj-Zemplén vármegye   |
| Szerep                                   |                                                      |                                | Bencések              |     | Hajdú-Bihar vármegye            |
| Szigetmonostor                           | Üdvözítő                                             |                                | Bencések              |     | Pest vármegye                   |
| Debrecen                                 |                                                      |                                | Bencések              |     | Hajdú-Bihar vármegye            |
| Szőreg                                   | Fülöp apostol                                        |                                | Bencések              |     | Csongrád-Csanád vármegye        |
| Miskolc                                  | Szent Péter                                          |                                | Bencések              |     | Borsod-Abaúj-Zemplén vármegye   |
| Tata                                     | Szent Péter                                          |                                | Bencések              |     | Komárom-Esztergom vármegye      |
| Tárnok                                   | Mindenszentek                                        |                                | Bencések              |     | Pest vármegye                   |
| Telki                                    | Szent István                                         |                                | Bencések              |     | Pest vármegye                   |
| Tereske                                  | Szűz Mária                                           |                                | Bencések              |     | Nógrád vármegye                 |
| Szolnok                                  |                                                      |                                | Bencések              |     |                                 |
| Tomajmonostora                           |                                                      |                                | Bencések              |     | Jász-Nagykun-Szolnok vármegye   |
| Bihartorda                               |                                                      |                                | Bencések              |     | Hajdú-Bihar vármegye            |
| Makó (Tömpös-puszta)                     | Szűz Mária                                           |                                | Bencések              |     | Csongrád-Csanád vármegye        |
| Biharugra (Ugramonostora)                | Szűz Mária                                           |                                | Bencések              |     | Hajdú-Bihar vármegye            |
| Hajdúböszörmény (Vidmonostora)           | Szent Kereszt                                        |                                | Bencések              |     | Hajdú-Bihar vármegye            |
| Visegrád                                 | András apostol                                       |                                | Bencések              |     | Pest vármegye                   |
| Battonya                                 |                                                      |                                | Bencések              |     | Békés vármegye                  |
| Nagyiván                                 |                                                      |                                | Bencések              |     | Heves vármegye                  |
| Zebegény                                 | Mihály arkangyal                                     |                                | Bencések              |     | Pest vármegye                   |
| Zirci apátság (Zircen)                   | Szűz Mária                                           | 1182                           | Ciszterciek           |     | Veszprém vármegye               |
| Pilisszentkereszt                        | Szűz Mária                                           | 1184                           | Ciszterciek           |     | Pest vármegye                   |
| Szentgotthárdi Apátság (Szentgotthárdon) | Hildesheimi Szent Gotthárd                           | 1183                           | Ciszterciek           |     | Vas vármegye                    |
| Bélapátfalva                             | Szűz Mária                                           | 1232                           | Ciszterciek           |     | Heves vármegye                  |
| Ercsi                                    |                                                      | 1238                           | Kartúziánusok         |     | Fejér vármegye                  |
| Felsőtárkány                             |                                                      | 1332                           | Kartúziánusok         |     | Heves vármegye                  |
| Városlőd                                 |                                                      | 1364                           | Kartúziánusok         |     | Veszprém vármegye               |
| Esztergom (Szentkirály)                  | Szűz Mária és Szent István                           | 1150                           | Stefaniták            |     | Komárom-Esztergom vármegye      |
| Budapest (Budafelhévíz)                  |                                                      | 1300                           | Stefaniták            |     | Budapest                        |
| Visegrád                                 |                                                      | 14th century                   | Stefaniták            |     | Pest vármegye                   |
| Budapest (Csút-sziget)                   | Szent Eustachius                                     | 1264                           | Premontreiek          |     | Budapest                        |
| Garáb                                    |                                                      | 12th century                   | Premontreiek          |     | Nógrád vármegye                 |
| Horpács                                  |                                                      |                                | Premontreiek          |     | Nógrád vármegye                 |
| Jánoshida                                | Keresztelő János                                     | 1186                           | Premontreiek          |     | Jász-Nagykun-Szolnok vármegye   |
| Majk                                     | Szűz Mária                                           | 1235                           | Premontreiek          |     | Komárom-Esztergom vármegye      |
| Nyíradony                                | Szűz Mária                                           |                                | Premontreiek          |     | Hajdú-Bihar vármegye            |
| Budapest (Margit-sziget)                 | Mihály arkangyal                                     | 13th century                   | Premontreiek          |     | Budapest                        |
| Hatvan                                   |                                                      | 1170                           | Premontreiek          |     | Heves vármegye                  |
| Zsámbék                                  | Keresztelő János                                     | 13th century                   | Premontreiek          |     | Pest vármegye                   |
| Türje                                    | Szűz Mária                                           | 1235                           | Premontreiek          |     | Zala vármegye                   |
| Mórichida                                | Idősebb Jakab apostol                                | 1251                           | Premontreiek          |     | Győr-Moson-Sopron vármegye      |
| Csorna                                   |                                                      |                                | Premontreiek          |     | Győr-Moson-Sopron vármegye      |
| Gödöllő                                  |                                                      | 1923                           | Premontreiek          |     | Pest vármegye                   |
| Veszprém                                 |                                                      |                                | Premontreiek          |     | Veszprém vármegye               |
| Ócsa                                     |                                                      |                                | Premontreiek          |     | Pest vármegye                   |
| Keszthely                                |                                                      |                                | Premontreiek          |     | Zala vármegye                   |
| Szombathely                              |                                                      |                                | Premontreiek          |     | Vas vármegye                    |

## Képgaléria

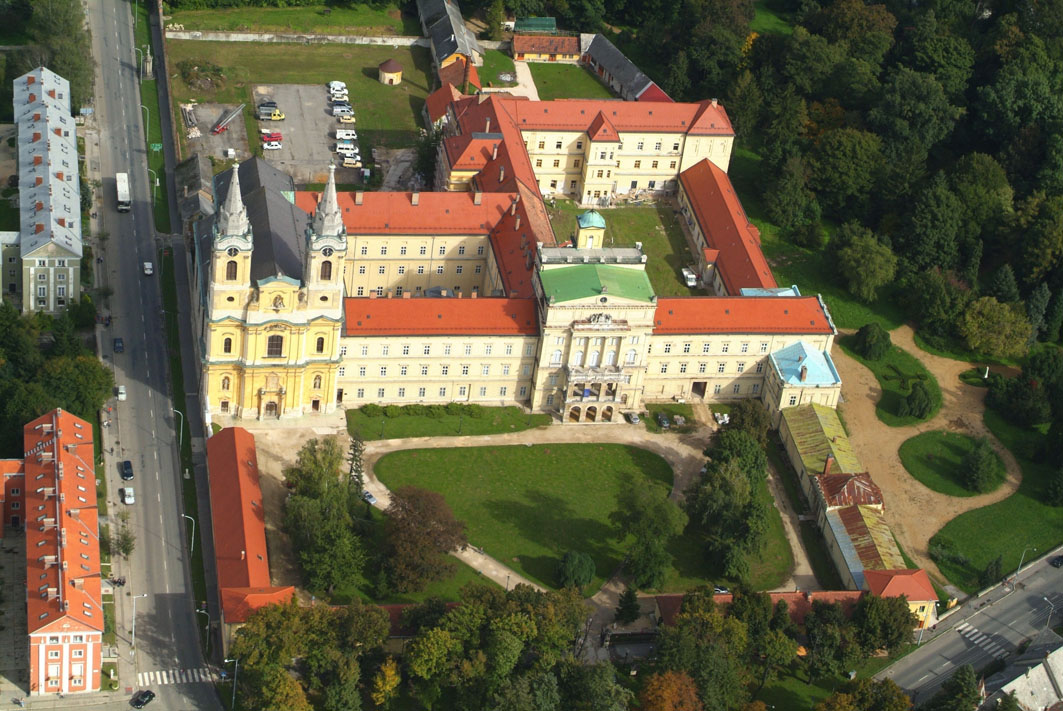
Zirc - ciszterci kolostor
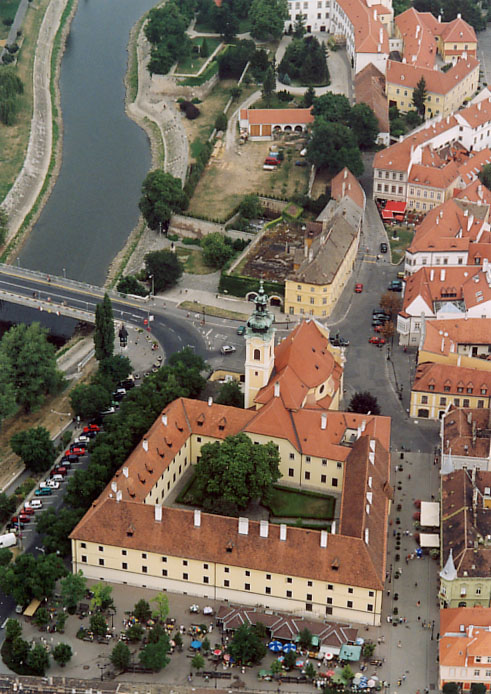
Monostor - Győr
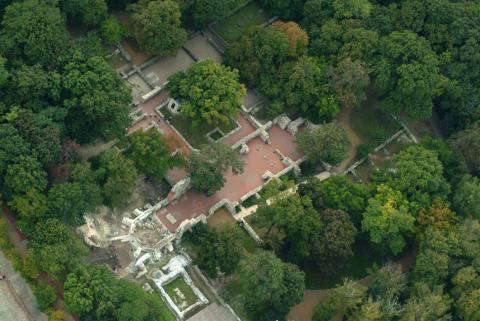
A margitszigeti romok
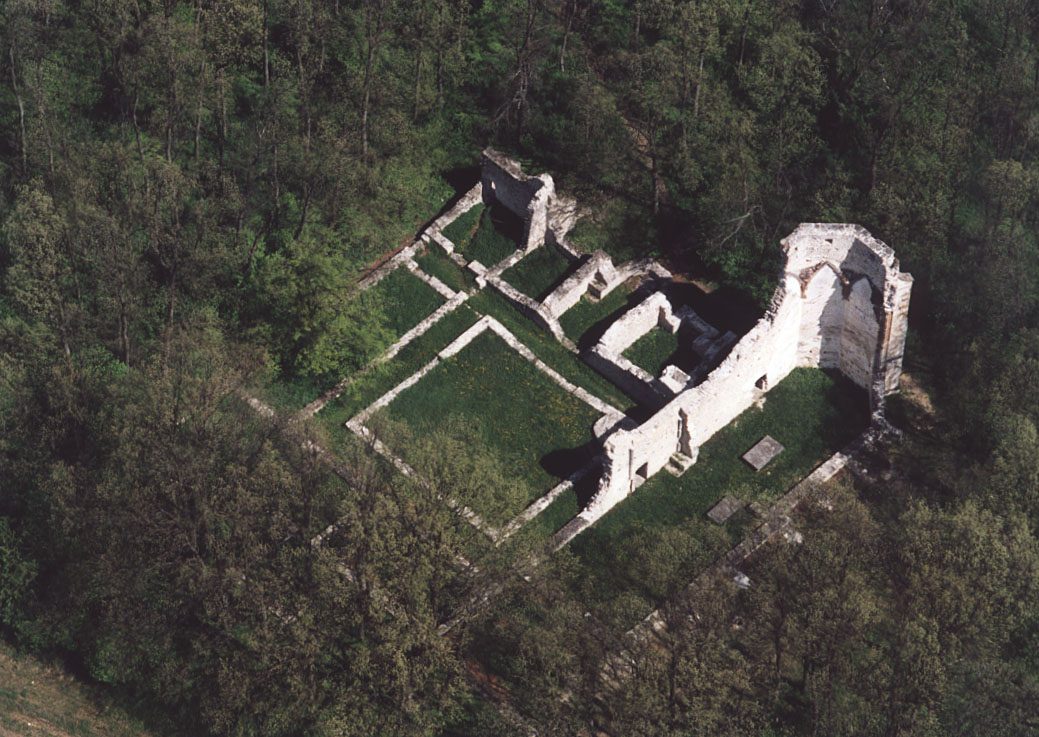
A nagyvázsonyi Pálos kolostor romjai
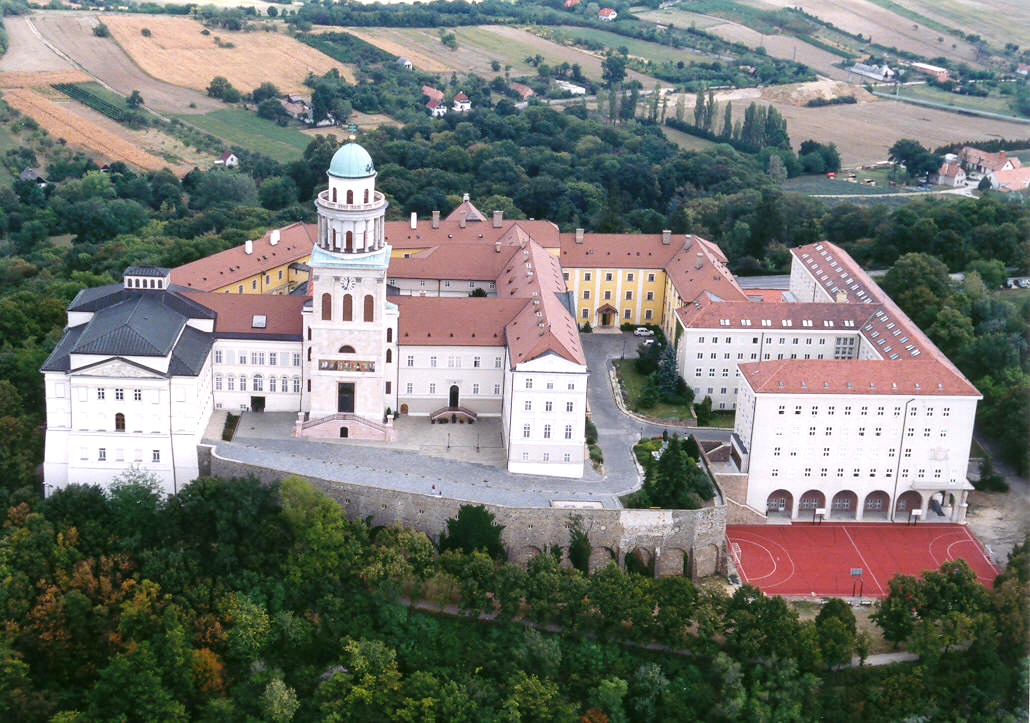
Pannonhalma - Bencés apátság
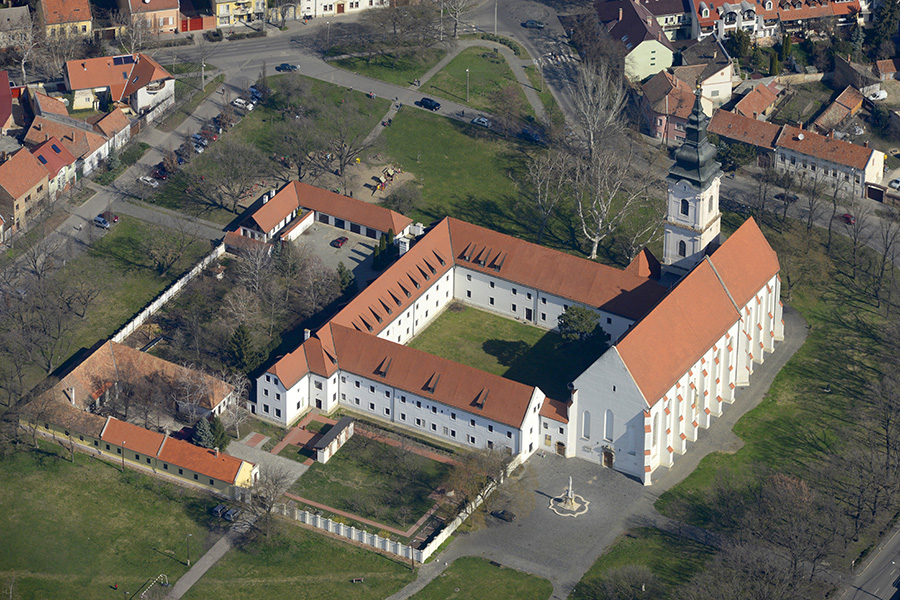
Szeged - kolostor légi fotó
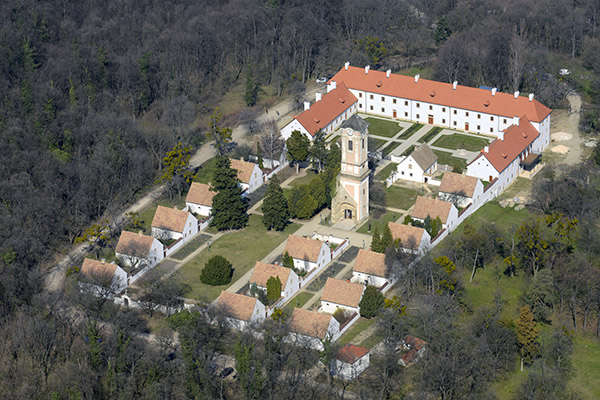
Majk - kolostor légi fotó
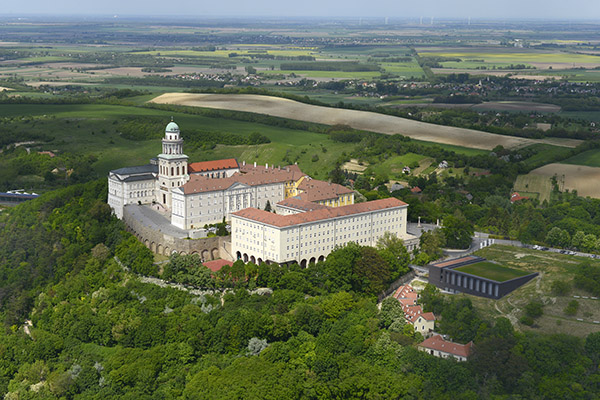
Pannonhalma - kolostor légi fotó
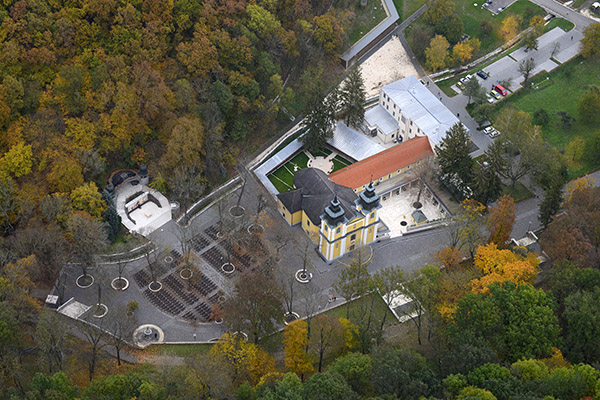
Mátraverebély - kolostor légi fotó
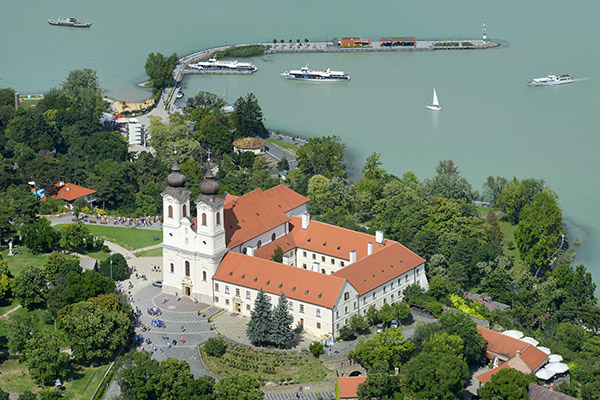
Tihany - kolostor légi fotó
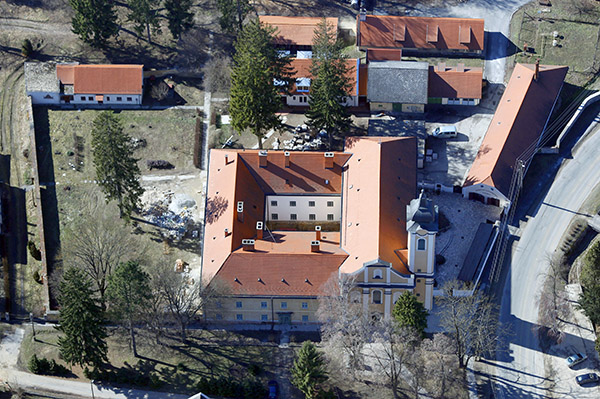
Bakonybél - kolostor légi fotó
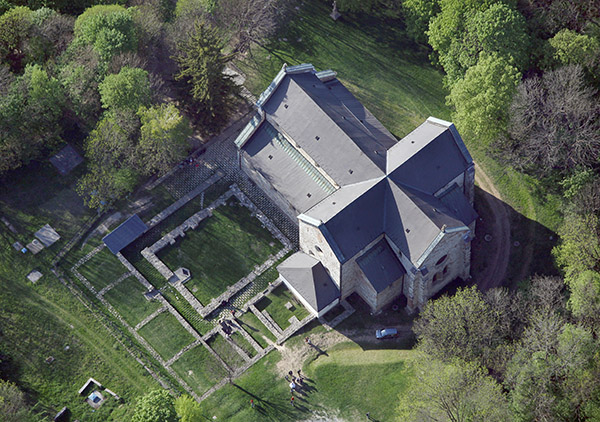
Bélapátfalva - kolostor légi fotó
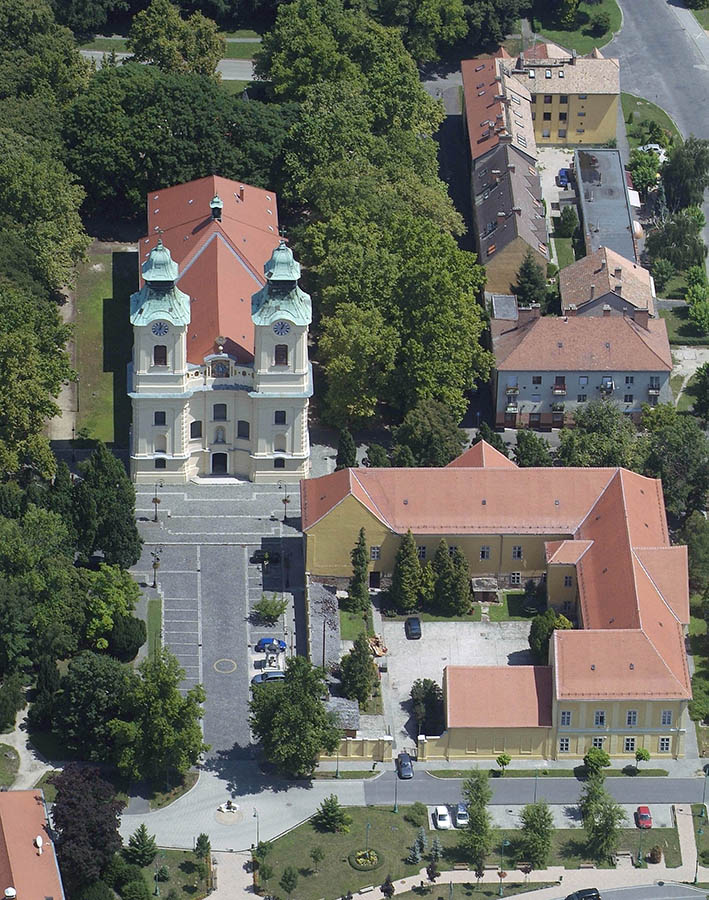
Celldömölk - kolostor légi fotó
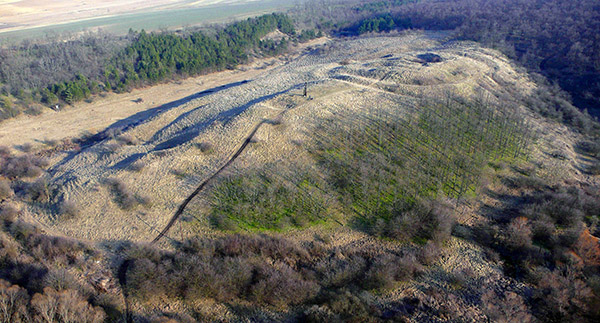
Galgahévíz - kolostor légi fotó
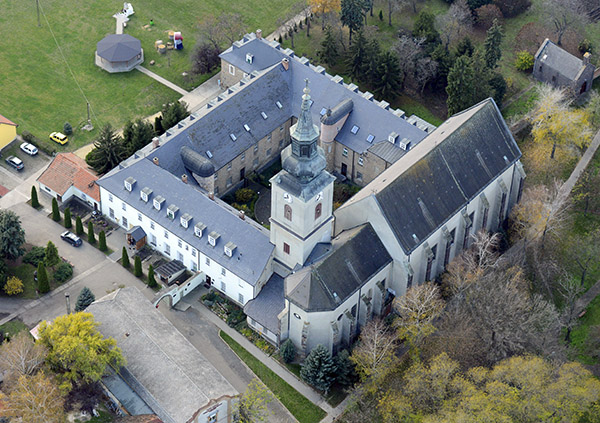
Jászberény - kolostor légi fotó
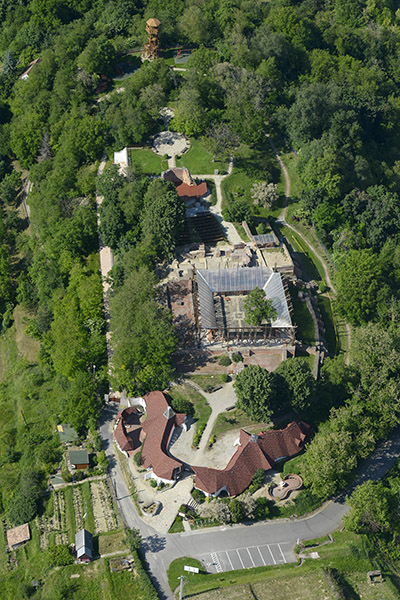
Kaposszentjakab - kolostor légi fotó
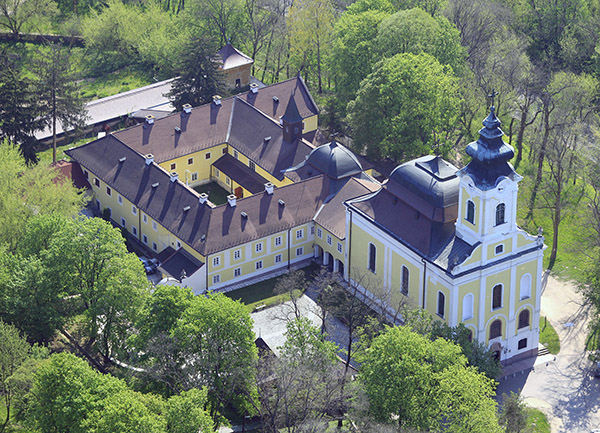
Máriabesenyő - kolostor légi fotó
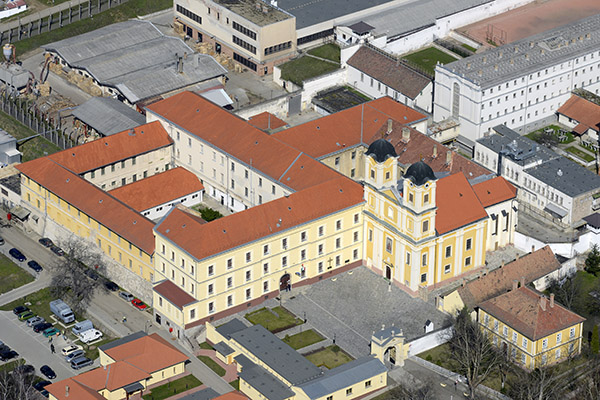
Márianosztra - kolostor légi fotó
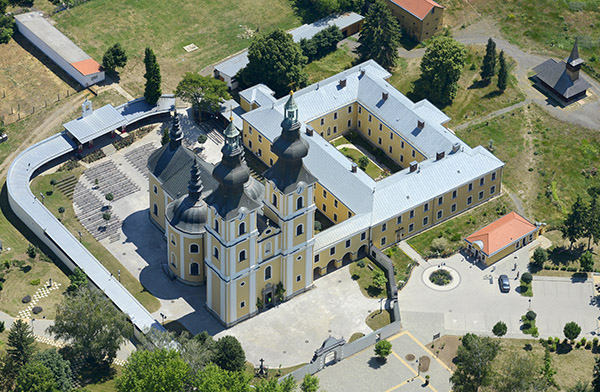
Máriapócs - kolostor légi fotó
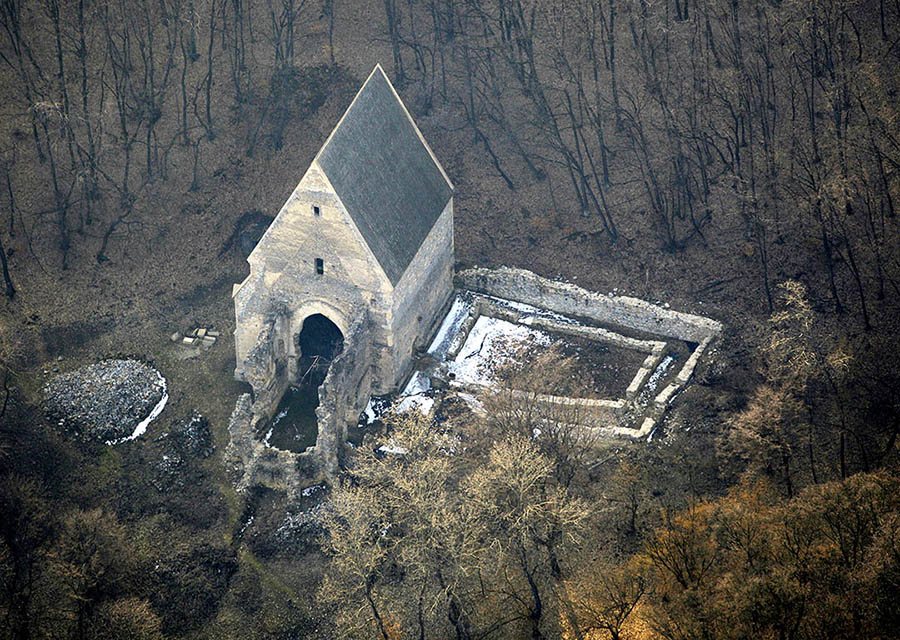
Martonyi - kolostor légi fotó
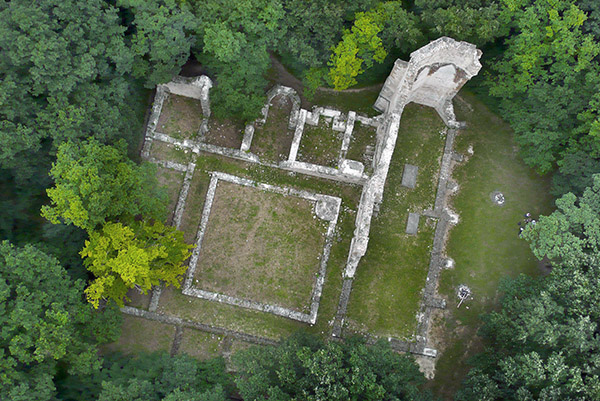
Nagyvázsony - kolostor légi fotó
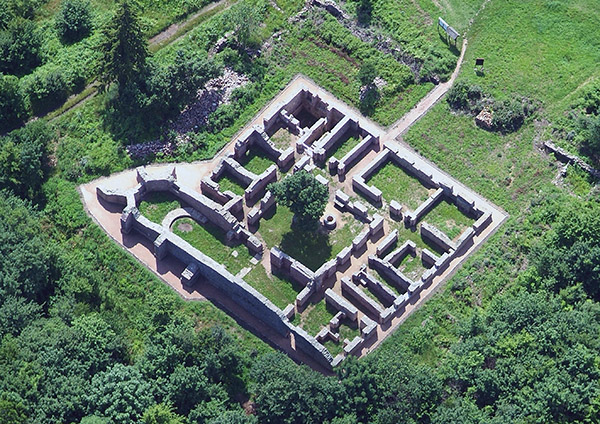
Pécs - kolostor légi fotó
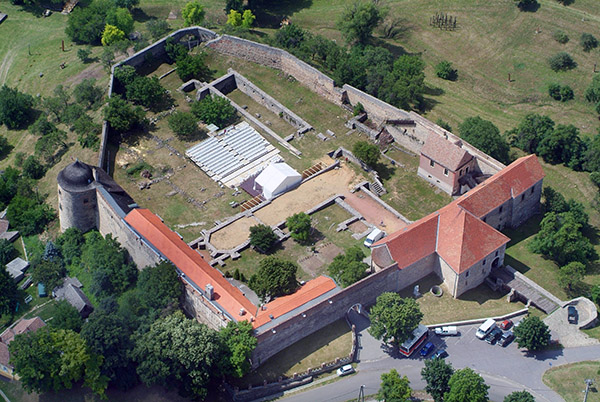
Pécsvárad - kolostor légi fotó
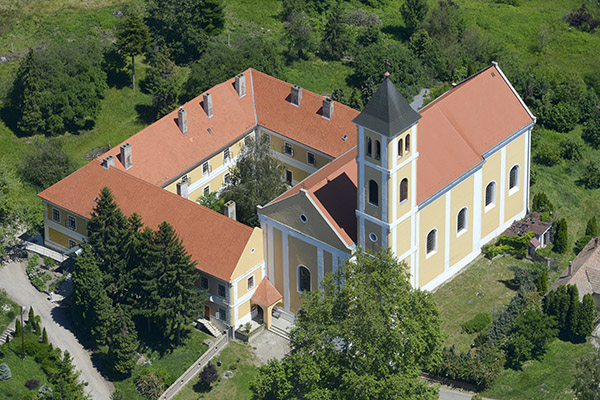
Segesd - kolostor légi fotó
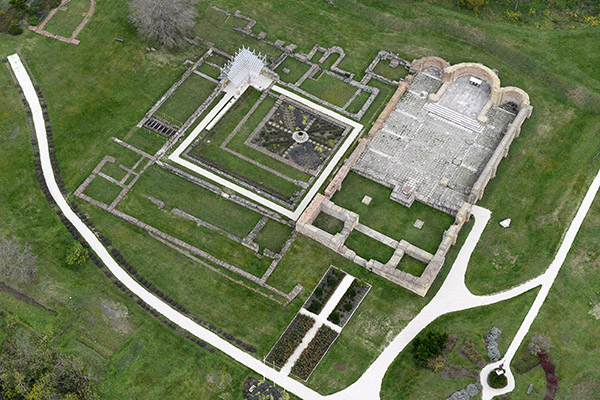
Somogyvár - kolostor légi fotó
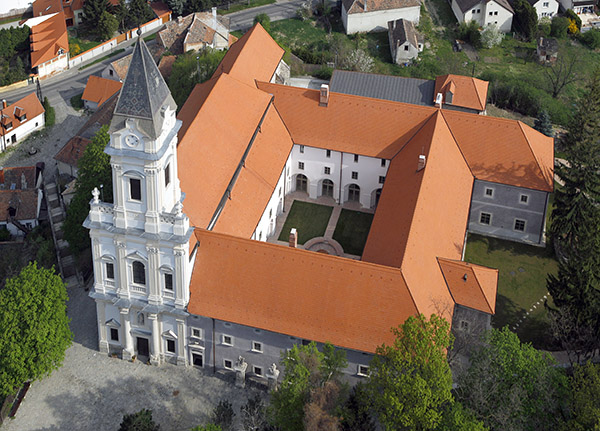
Sopronbánfalva - kolostor légi fotó
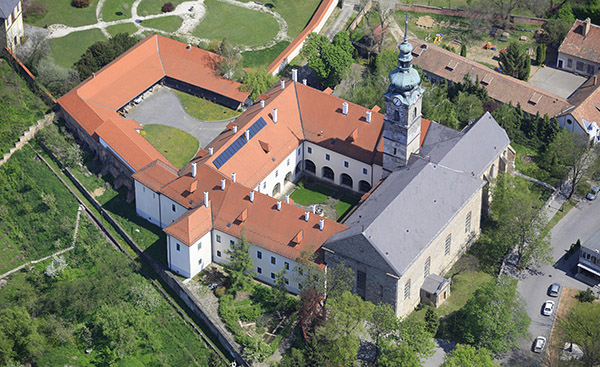
Szécsény - kolostor légi fotó
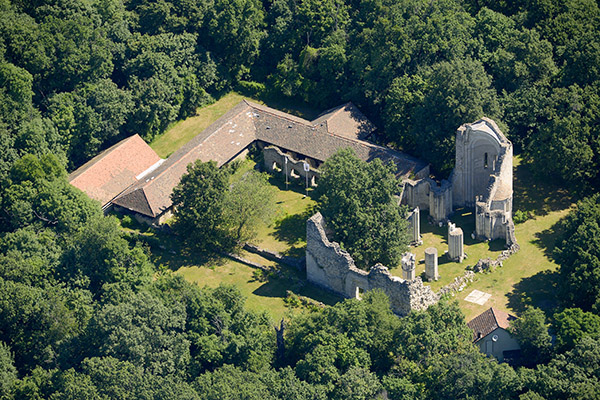
Vértesszentkereszt - kolostor légi fotó
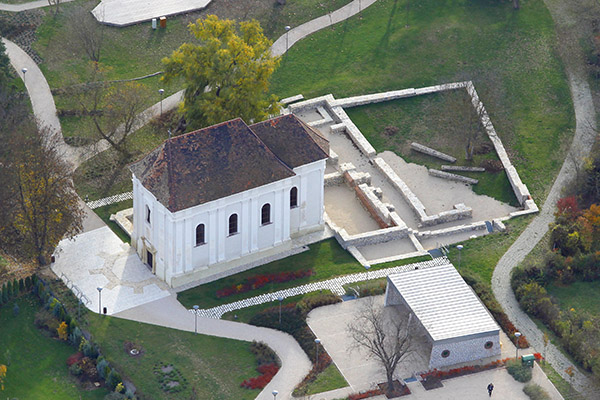
Veszprémvölgy - kolostor légi fotó
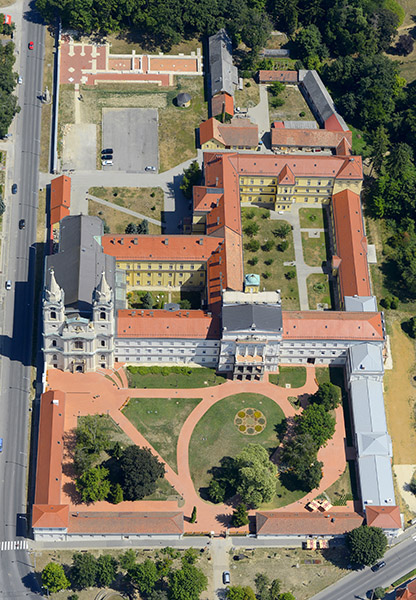
Zirc - kolostor légi fotó